# Женская сборная Венгрии по шахматам
Женская сборная Венгрии по шахматам представляет Венгрию на женских международных шахматных турнирах. Контроль и организацию осуществляет Венгерская шахматная федерация. Наивысший рейтинг сборной — 2492 (1990).

## Международные турниры
| Шахматная олимпиада | Шахматная олимпиада | Шахматная олимпиада |
| Год                 | Город               | Место               |
| ------------------- | ------------------- | ------------------- |
| 1957                | Эммен               | 4 место             |
| 1963                | Сплит               | 6 место             |
| 1966                | Оберхаузен          | 7 место             |
| 1969                | Люблин              | Серебро             |
| 1972                | Скопье              | Бронза              |
| 1974                | Ницца               | 4 место             |
| 1976                | Хайфа               | не участвовала      |
| 1978                | Буэнос-Айрес        | Серебро             |
| 1980                | Ла-Валлетта         | Серебро             |
| 1982                | Люцерн              | Бронза              |
| 1984                | Салоники            | 6 место             |
| 1986                | Дубай               | Серебро             |
| 1988                | Салоники            | Победитель          |
| 1990                | Нови-Сад            | Победитель          |
| 1992                | Манила              | 4 место             |
| 1994                | Москва              | Серебро             |
| 1996                | Ереван              | 5 место             |
| 1998                | Элиста              | 8 место             |
| 2000                | Стамбул             | 7 место             |
| 2002                | Блед                | 5 место             |
| 2004                | Кальвиа             | 6 место             |
| 2006                | Турин               | 5 место             |
| 2008                | Дрезден             | 14 место            |
| 2010                | Ханты-Мансийск      | 15 место            |
| 2012                | Стамбул             | 17 место            |
| 2014                | Тромсё              | 45 место            |
| 2016                | Баку                |                     |

| Командный чемпионат Европы | Командный чемпионат Европы | Командный чемпионат Европы |
| Год                        | Город                      | Место                      |
| -------------------------- | -------------------------- | -------------------------- |
| 1992                       | Дебрецен                   | 12 место                   |
| 1997                       | Пула                       | 6 место                    |
| 1999                       | Батуми                     | 11 место                   |
| 2001                       | Леон                       | 17 место                   |
| 2003                       | Пловдив                    | Серебро                    |
| 2005                       | Гётеборг                   | 8 место                    |
| 2007                       | Ираклион                   | 7 место                    |
| 2009                       | Нови-Сад                   | 10 место                   |
| 2011                       | Порто Каррас               | 15 место                   |
| 2013                       | Варшава                    | 6 место                    |
| 2015                       | Рейкьявик                  | 7 место                    |
| 2019                       | Батуми                     | 10 место                   |
| 2021                       | Чатеж-об-Сави              | 12 место                   |

## Статистика
| Турнир                     | Участий | Годы                 | Лучший результат |
| -------------------------- | ------- | -------------------- | ---------------- |
| Шахматная олимпиада        | 26      | 1957-1974, 1978—2014 | 2 (1988, 1990)   |
| Командный чемпионат Европы | 11      | 1992-2015            | (2003)           |

## Состав сборной

### Состав сборной 2012
| Доска           | Шахматистка      | Рейтинг |
| --------------- | ---------------- | ------- |
| 1-я             | Хоанг Тхань Чанг | 2464    |
| 2-я             | Ticia Gara       | 2385    |
| 3-я             | Anna Rudolf      | 2289    |
| 4-я             | Anita Gara       | 2306    |
| резервная       | Petra Papp       | 2302    |
| Сборная Венгрии | Сборная Венгрии  | 2364    |

### Гвардейцы
Чаще других за сборную выступали:
- На шахматных олимпиадах: Ильдико Мадл — 13 раз. (1984—2000, 2004—2010)
- На командных чемпионатах Европы: Ильдико Мадл и Anita Gara (обе оп 6 раз)

### Трансферы
| Ушли          | Ушли   | Ушли |
| Шахматистка   | Куда   | Год  |
| ------------- | ------ | ---- |
| Елена Дембо   | Греция | 2004 |
| Сьюзен Полгар | США    | 2004 |

| Пришли           | Пришли  | Пришли |
| Шахматистка      | Откуда  | Год    |
| ---------------- | ------- | ------ |
| Жужа Макаи       | Румыния | 1978   |
| Сидония Вайда    | Румыния | 2002   |
| Хоанг Тхань Чанг | Вьетнам | 2006   |

## Достижения

### Сборной
Шахматная олимпиада
- Двукратный победитель — 1988, 1990
- Пятикратный серебряный призёр — 1969, 1978, 1980, 1986, 1994
- Двукратный бронзовый призёр — 1972, 1982

Всего: 9 медалей
| Двукратные победители шахматной олимпиады (1988—1990) в составе женской сборной Венгрии | Двукратные победители шахматной олимпиады (1988—1990) в составе женской сборной Венгрии | Двукратные победители шахматной олимпиады (1988—1990) в составе женской сборной Венгрии | Двукратные победители шахматной олимпиады (1988—1990) в составе женской сборной Венгрии |
| --------------------------------------------------------------------------------------- | --------------------------------------------------------------------------------------- | --------------------------------------------------------------------------------------- | --------------------------------------------------------------------------------------- |
| Сьюзен Полгар (1-я доска)                                                               | Юдит Полгар (2-я доска)                                                                 | София Полгар (резервная доска — 1988/3-я — 1990)                                        | Ильдико Мадл (3-я доска — 1988/резервная — 1990)                                        |

Командный чемпионат Европы по шахматам
- Серебряный призёр — 2003

Всего: 1 медаль

### Индивидуальный зачёт
Шахматная олимпиада
Шахматистки сборной Венгрии в своём активе имеют 9 золотых, 8 серебряных и 10 бронзовых медалей. Из них по 3 золотых медалей завоевали две сестры Полгар: София и Юдит. Ещё по одной на счету у: Mária Ivánka, Сьюзен Полгар и Szidonia Vajda.
Командный чемпионат Европы по шахматам
Венгерская сборная завоевала всего 4 медали: одну золотую медаль (Nikoletta Lakos) и три бронзовые.

## Неосновные сборные
На домашнем командном чемпионате Европы 1992 года на правах хозяев Венгрия выдвинула помимо основной ещё две сборные, однако, результаты которых не шли в общий учёт.